# Мікроядра (біологія)

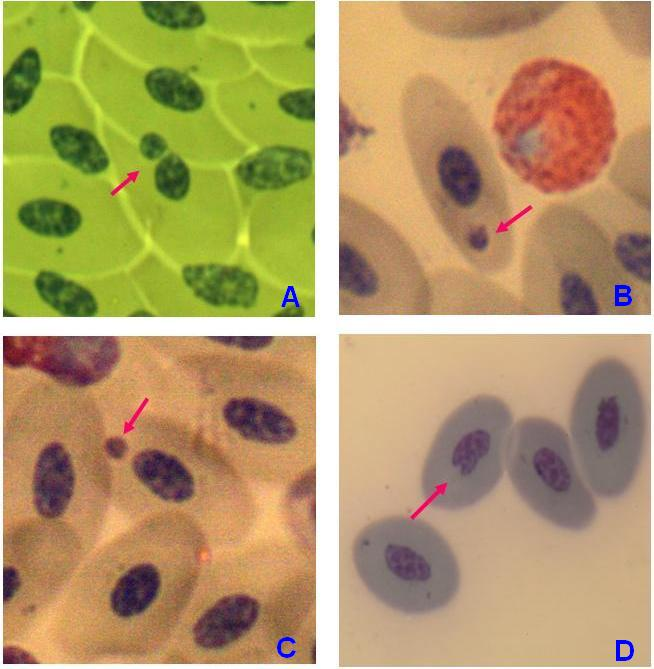
B, C. Мікроядра в еритроцитах периферичної крові пінгвінів Pygoscelis papua

Мікроядро — назва маленького ядра, яке утворюється щоразу, коли хромосома або фрагмент хромосоми не включені в одне з дочірніх ядер під час поділу клітини. Зазвичай це ознака генотоксичних явищ і хромосомної нестабільности. Мікроядра зазвичай спостерігаються в ракових клітинах і можуть вказувати на події геномного пошкодження, які можуть збільшити ризик розвитку або дегенеративних захворювань . Мікроядра утворюються під час анафази з ацентричних хромосом або фрагментів хроматид, викликаних неправильно "відремонтованими" або "невідремонтованими" розривами ДНК або нерозходженням хромосом. Ця неправильна сегрегація хромосом може бути наслідком гіпометилювання повторюваних послідовностей, присутніх у перицентромерній ДНК, нерегулярности білків кінетохорів або їх збірки, дисфункції апарату веретена поділу або дефектних генів контрольних точок анафази . Мікроядра можуть спричиняти нестабільности геному, сприяючи катастрофічній мутаційній події під назвою хромотрипсис  . Термін мікроядро також може стосуватися меншого 
ядра найпростіших, таких як інфузорії. Під час мітозу він ділиться, а при ізогамії пара мікроядер гамет зливається з утворенням ядра зиготи, яке дає початок макроядрам і мікроядрам особин наступного циклу поділу .

## Відкриття
Мікроядра в новоутворених еритроцитах у людини відомі як тільця Хауелл-Джоллі, тому що ці структури вперше були ідентифіковані та описані в еритроцитах гематологами Вільямом Хауелом і Джастіном Джоллі. Пізніше виявили, що ці структури пов’язані з дефіцитом таких вітамінів, як B9 і B12. Зв'язок між утворенням мікроядер і дією факторів навколишнього середовища вперше виявили в клітинах кореня, які піддалися іонізуючому випромінюванню. Індукцію мікроядер хімічною речовиною вперше спостерігали в клітинах пухлини асциту Ерліха, оброблених колхіцином. 

## Утворення
Мікроядра в основному є результатом ацентричних фрагментів хромосом або цілих хромосом, які не включені в дочірні ядра, утворені мітозом, оскільки вони не можуть правильно прикріпитися до веретена поділу під час сегрегації хромосом в анафазі. Ці повні хромосоми або фрагменти хроматид зрештою оточуються ядерними мембранами та структурно подібні до звичайних ядер, хоча й менші за розміром. Це маленьке ядро називають мікроядром. Утворення мікроядер можна спостерігати лише в клітинах, які зазнають ядерного поділу, і його можна чітко побачити за допомогою цитохалазину B для блокування цитокінезу для отримання двоядерних клітин. Ацентричні фрагменти хромосоми можуть виникати різними способами. Один із шляхів полягає в тому, що несправність дволанцюгових розривів ДНК може призвести до симетричних або асиметричних обмінів хроматид і хромосом, а також фрагментів хроматид і хромосом. Якщо пошкодження ДНК перевищує здатність клітини до відновлення, "невідремонтовані" дволанцюгові розриви ДНК також можуть призвести до ацентричних фрагментів хромосом. Інший спосіб виникнення ексцентричних фрагментів хромосом — це коли дефекти в генах, пов’язаних із гомологічним рекомбінаційним відновленням (наприклад, ATM, BRCA1, BRCA2 і RAD51), призводять до дисфункціонального безпомилкового шляху гомологічного рекомбінаційного відновлення ДНК і змушують клітину вдаватися до помилкового негомологічного шляху відновлення кінців (NHEJ), що підвищує ймовірність неправильного відновлення розривів ДНК, утворення дицентричних хромосом і ацентричних фрагментів хромосом. Якщо ферменти на шляху репарації NHEJ також є дефектними, розриви ДНК можуть взагалі не відновлюватися. Крім того, одночасне висічення пошкоджених або невідповідних основ, вбудованих у ДНК, які є поруч і на протилежних комплементарних ланцюгах ДНК, може призвести до дволанцюгових розривів ДНК і утворення мікроядра, особливо якщо етап заповнення прогалин шляху відновлення не завершений.
Мікроядра також можуть утворюватися з фрагментованих хромосом, коли нуклеоплазматичні містки (NPB) утворюються, розтягуються та розриваються під час телофази.
Утворення мікроядер також може бути результатом неправильної сегрегації хромосом під час анафази. Гіпометилювання цитозину в центромерних і перицентромерних ділянках і повтори сателітної ДНК вищого порядку в центромерній ДНК можуть призвести до таких випадків втрати хромосом. Класична сателітна ДНК зазвичай сильно метильована за залишками цитозину, але може стати майже повністю неметильованою через синдром ICF (імунодефіцит, синдром нестабільности центромери та аномалій обличчя) або після лікування інгібіторами ДНК-метилтрансферази. З моменту складання кінетохора метилювання білків цитозину та гістону, зниження цілісности гетерохроматину в результаті гіпометилювання може заважати прикріпленню мікротрубочок до хромосом і сприйняттю напруги від правильних з’єднань між мікротрубочками та кінетохорами. Іншими можливими причинами втрати хромосом, які можуть призвести до утворення мікроядер, є дефекти взаємодії кінетохорів і мікротрубочок, дефекти зборки мітотичного веретена, дефекти контрольних точок мітозу, аномальна ампліфікація центросом і злиття кінців теломерів, що призводить до дицентричних хромосом, які від’єднуються від веретена під час анафази. Мікроядра, що походять через втрату хромосом, і ацентричні фрагменти хромосом можна розрізнити за допомогою панцентромерних зондів ДНК.

## Кількість мікроядер
на клітину можна передбачити за такою формулою:

{\displaystyle MN/cell=AF/cell*F}

AF – кількість ацентричних фрагментів і F = 0,5 – 0,5P, де P дорівнює ймовірності входження фрагментів у традиційне ядро і не утворення мікроядра . Одне дослідження, у якому для фарбування ядерного матеріалу використовувалося фарбування Гімзи, встановило наступні критерії для ідентифікації мікроядер:
а) діаметр менше 1/3 первинного ядра;
б) відсутність ретрактильности (виключає дрібні частинки плям);
в) колір однаковий, як і основне ядро (за винятком великих частинок плями);
г) розташування в межах 3 або 4 ядерних промірів основного ядра, не торкаючись його;
д) не більше двох, пов’язаних з одним первинним ядром (імовірно, 3 або більше мікроядер поліморфи або прорубіцити з ядерними фрагментами) .

## Мікроядерні тести
надають важливу інформацію про здатність хімічної речовини діяти на структуру та функцію хромосом. Наприклад, багато відомих людських канцерогенів мають позитивний результат у мікроядерних тестах ссавців. У цих тестах організми обробляються хімічною речовиною та вимірюється частота мікроядерних клітин. Якщо спостерігається помітне збільшення кількости клітин з мікроядрами, можна зробити висновок, що хімічна речовина викликає структурне та/або чисельне пошкодження хромосом. Оскільки мікроядерні тести необхідно проводити на клітинах, що активно діляться, ідеальними кандидатами є стовбурові клітини кісткового мозку та еритроцити, які вони виробляють під час поділу клітин. Ці клітини відчувають постійний швидкий оборот, а відсутність справжнього ядра в еритроцитах робить мікроядра легко видимими під мікроскопом. Системи мікроядерного аналізу є дуже економічними, вимагають набагато менше навичок у підрахунку, ніж звичайні тести на метафазу, і набагато швидші. Оскільки мікроядерні аналізи надійно та швидко відображають хромосомні аберації, вони надзвичайно корисні для швидкої оцінки хромосомних пошкоджень. Зокрема, аналіз CBMNcyt (мікроядерний цитом із блокуванням цитокінезу) є надзвичайно універсальним і є одним із ліпших методів вимірювання рівня хромосомного пошкодження та хромосомної нестабільности в клітинах. Аналіз мікроядерного блоку цитокінезу (CBMN) вперше був розроблений для оцінки мікроядер у клітинах, які завершили ядерний поділ, блокуючи їх на двоядерній стадії перед цитокінезом. Пізніше він перетворився на «цитомний» аналіз CBMN для подальшого вивчення загибелі клітин, цитостазу та біомаркерів пошкодження ДНК.

## Частота виникнення
Численні дослідження показали, що частота мікроядер у жінок вища, ніж у чоловіків, і що кількість мікроядер збільшується приблизно до 70 років. Рівень мікроядер коливався від 0,5 до 1,4% у чоловіків до 0,9-1,8% у жінок. Гендерні відмінності спостерігалися в основному в молодших вікових групах (<= 50 років) з майже дворазовою різницею між чоловіками та жінками. Закономірності кількости мікроядер після 70 років є суперечливими. Деякі дослідження показали, що в осіб, старших 70 років, частота мікроядер збільшується в обох статей. З іншого боку, інші дослідження виявили, що в найстарших вікових групах частоти мікроядер вирівнюються. Дефіцит мікроядер у деяких найстарших вікових групах можна пояснити тим, що мікроядерні клітини переважно елімінуються шляхом апоптозу. Однак, вища частота мікроядер відповідає зниженій ефективності репарації ДНК і підвищеній геномній нестабільності, які характерні для літніх суб'єктів. Вікове збільшення частоти мікроядер також добре відповідає віковому збільшенню гіпоплоїдії та віковому збільшенню втрати статевих хромосом. З іншого боку, вирівнювання частоти мікроядер у літніх суб’єктів може свідчити про поріг геномної нестабільности. Жінки, схоже, досягають цього порогу швидше, ніж чоловіки . Статеві хромосоми сприяють більшості випадків втрати хромосом з віком. У жінок на Х-хромосому може припадати до 72% спостережуваних мікроядер, з яких у 37% відсутні функціональні кінетохори, можливо, через інактивацію Х-хромосоми. Численні дослідження показали, що частоти аутосомно-позитивних мікроядер у обох статей і статевих хромосом-позитивних МН у чоловіків були подібними та залишалися незмінними в старших групах, тоді як частота Х-позитивних МН у жінок була вищою за середню частоту аутосом -позитивний МН і продовжував зростати до найстаршого віку. Частота хромосомних аберацій, пошкоджених клітин і мікроядер значно вища у курців, ніж у некурців . У нормальних людей і багатьох інших ссавців, які не мають ядер у еритроцитах, мікроядра швидко видаляються селезінкою. Отже, високі частоти мікроядер у периферичній крові людини вказують на розрив селезінки або її відсутність. У мишей вони не видаляються, що є основою для мікроядерного тесту in vivo.